# The Wheel of Time (игра)
The Wheel of Time — компьютерная игра в жанре шутер от первого лица, разработанная компанией Legend Entertainment и выпущенная GT Interactive Software для персональных компьютеров в 1999 году. Основана на фэнтезийном цикле Роберта Джордана «Колесо Времени».

## Игровой процесс
The Wheel of Time представляет собой шутер от первого лица, в котором вместо оружия используются тер’ангриалы — магические артефакты с различными свойствами. Всего в игре доступны 40 тер’ангриалов, разделённых на несколько групп, включая атакующие и защитные.
В мультиплеере игрокам доступны два режима: «Арена» и «Цитадель».

## Сюжет
Действие игры происходит примерно за 150 лет до событий книг. Главной героиней является Элайна, Хранительница летописей Белой Башни и Айз Седай из Коричневой Айя.

## Разработка
| Системные требования | Системные требования                     | Системные требования                     |
| -------------------- | ---------------------------------------- | ---------------------------------------- |
|                      | Минимальные                              | Рекомендуемые                            |
| Windows              |                                          |                                          |
| ОС                   | Windows 9x                               | Windows 9x                               |
| ЦПУ                  | Pentium 200                              | Pentium II 233                           |
| Объём ОЗУ            | 32 МБ                                    | 64 МБ                                    |
| Место на диске       | 500 МБ                                   | 500 МБ                                   |
| Видеокарта           | PCI                                      | 3D-ускоритель                            |
| Звуковая плата       | звуковая карта, совместимая с Windows 9x | звуковая карта, совместимая с Windows 9x |
| Сеть                 | TCP/IP                                   | TCP/IP                                   |

Разработка игры стартовала в 1994 году. На тот момент Legend Entertainment была известна приключенческими играми, включая адаптации книжных циклов: Companions of Xanth по циклу «Ксанф» Пирса Энтони и Death Gate по одноимённому циклу Маргарет Уэйс и Трейси Хикмена. После окончания разработки последней Глен Дальгрен, для которого это был первый сольный проект, представил концепцию многопользовательской приключенческой игры; он вдохновлялся мультиплеером Doom, Magic: The Gathering и настольной игрой Wiz-War. Примерно в это время студия была приобретена издательством Random House, намеревавшееся создать игры по издаваемым ими книгам. Однако Дальгрен заинтересовался циклом «Колесо Времени», издаваемом Tor Books.
В 2022 году в сервисе цифровой дистрибуции GOG.com состоялся релиз ремастера The Wheel of Time, над которым работали сам GOG и Nightdive Studios.

## Отзывы
| Сводный рейтинг       | Сводный рейтинг                             |
| Агрегатор             | Оценка                                      |
| --------------------- | ------------------------------------------- |
| GameRankings          | 80,09 %                                     |
| Иноязычные издания    |                                             |
| Издание               | Оценка                                      |
| CGW                   | [ 6 ]                                       |
| CVG                   | [ 7 ]                                       |
| GamePro               | 4,5/5                                       |
| GameRevolution        | B+                                          |
| GameSpot              | 8,7/10                                      |
| GameSpy               | 87/100                                      |
| GameStar              | 87 %                                        |
| GameZone              | 8/10                                        |
| IGN                   | 7,3/10                                      |
| Next Generation       | [ 15 ]                                      |
| PC Accelerator        | 9/10                                        |
| PC Gamer (US)         | 90 %                                        |
| PC Zone               | 68 %                                        |
| Power Play            | 88 %                                        |
| The Adrenaline Vault  | [ 20 ]                                      |
| Русскоязычные издания |                                             |
| Издание               | Оценка                                      |
| Absolute Games        | 75 %                                        |
| Game.EXE              | 4,5/5                                       |
| «Игромания»           | 8,8/10                                      |
| «Страна игр»          | 7,0/10                                      |
| Награды               |                                             |
| Издание               | Награда                                     |
| GameSpy               | Итоги 1999 года — Лучшая экшен-игра         |
| Game.EXE              | Лучшая многопользовательская игра 1999 года |

Игра получила положительные отзывы критиков. Средний балл на GameRankings составил 80,09 % на основании 23 рецензий.
В 2003 году сайт GameSpy поставил The Wheel of Time на 10 место в списке самых недооценённых игр всех времён.